# قمری-کوکوی نوک‌باریک
قمری-کوکوی نوک‌باریک (نام علمی: Macropygia amboinensis) نام یک گونه از سرده قمری-کوکو است.